# オーボエ協奏曲 (リヒャルト・シュトラウス)

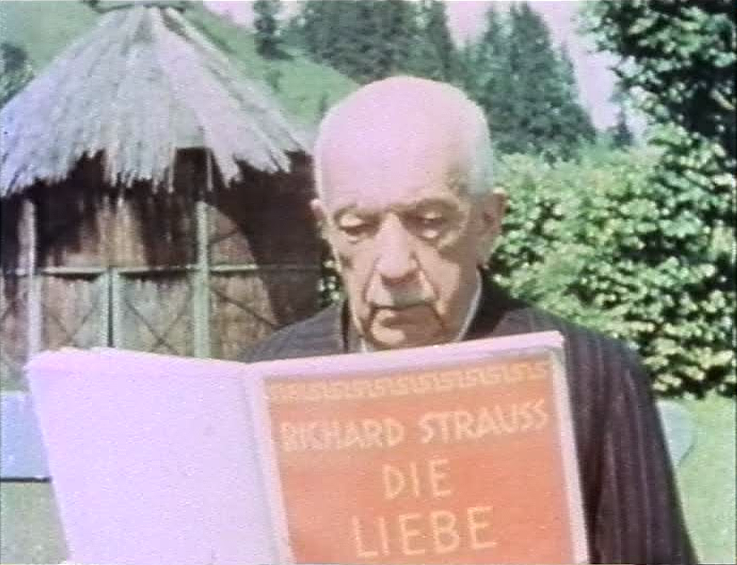
1945年のシュトラウス

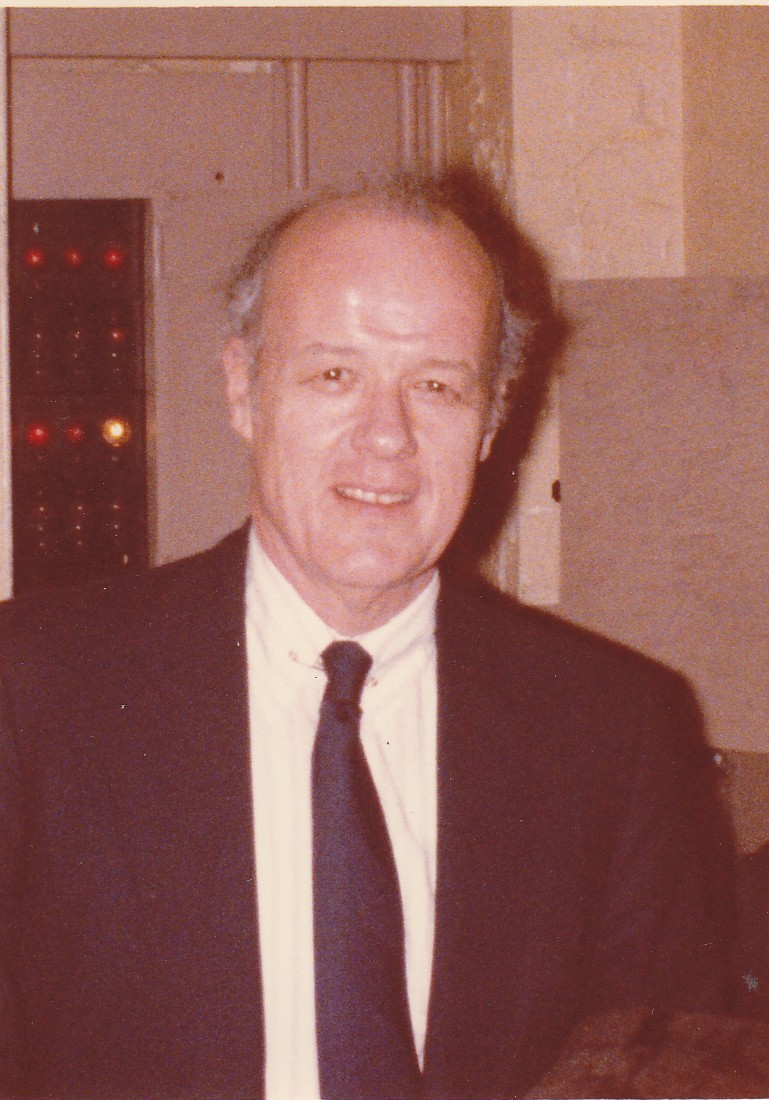
1979年のデ・ランシー

オーボエ協奏曲ニ長調（Konzert D-dur für Oboe und kleines Orchester）AV.144は、リヒャルト・シュトラウスが作曲したオーボエ協奏曲である。晩年に作曲した管楽器のための協奏曲の一つである。

## 概要
第二次世界大戦終戦直後の1945年に、スイスのチューリッヒ近郊で作曲された協奏曲である。この頃シュトラウスはバイエルン、ガルミッシュ＝パルテンキルヒェンの山荘に滞在していたが、そこへアメリカ陸軍の軍曹だったオーボエ奏者のジョン・デ・ランシーが訪れた。ガルミッシュへの米軍進駐はヒトラー自殺の前日（4月29日）から平和裏に行われ、その中に防諜担当のアルフレッド・マン中尉(Alfred Mann)がいた。マンはドイツから亡命したユダヤ人で、兵役前は音楽学を専攻していた。5月になってデ・ランシーの所属する部隊が到着した時、マンは以前から面識のあったデ・ランシー軍曹をシュトラウスに紹介した。
デ・ランシーは「あなたの作品にはオーボエの素晴らしいソロが多く出てきますが、そのオーボエのための協奏曲を書くつもりはないのですか？」と問いかけたが、シュトラウスは「特にありません」と返答した。デ・ランシーが引き上げてしばらくした後、シュトラウスは気が変わり、同年の秋から移住したスイスでオーボエ協奏曲の作曲を始めた。ただシュトラウスはデ・ランシーの名前を正しく憶えておらず、「ピッツバーグ」も「シカゴ」と誤記している。
初演は翌1946年2月26日にチューリヒで、マルセル・サイエのオーボエ独奏、フォルクマール・アンドレーエの指揮、チューリッヒ・トーンハレ管弦楽団によって行われた。シュトラウスが独奏者に希望したデ・ランシーは曲の完成すら知らないまま既に除隊・帰国しており、後に行われたアメリカ初演でも、在籍していた楽団の都合で結局吹くことができなかった。その頃ピッツバーグ交響楽団の第1奏者からフィラデルフィア管弦楽団の第2奏者（第1は師であるマルセル・タビュトー）に移籍したばかりで、当時の演奏家の慣習では、首席奏者でなければ所属する楽団と協奏曲を演奏することは出来なかったのである。またタビュトーもロンドンに行き、ブージー＆ホークス社所蔵の自筆譜面にデ・ランシーに言及する書き込みを確認して、自らは生涯演奏する事がなかった。
タビュトー引退後にデ・ランシーが第1奏者になってから1964年に1度だけ演奏しており（指揮はユージン・オーマンディ）、さらに引退後の晩年にマックス・ウィルコックス指揮の臨時編成オーケストラと録音している。なお、1948年にアメリカ初演を担当したのは、後にポピュラー界で有名になるミッチ・ミラー（本名ミッチェル・ミラー）、指揮は映画音楽の作曲でも名高いバーナード・ハーマン(Bernard Herrmann)だった。またドイツでは1949年にヨハン・バプティスト・シュレーが最初に演奏して以来、広く知られるようになった。イギリスでも早くからレオン・グーセンスによって紹介されていた。
作曲者は世界的に一般的なコンセルヴァトワール式（フランス式）の楽器の優越性を早くから公言しており（ベルリオーズの『管弦楽法』への追記など）、それによる演奏を想定しているが、ウィーン式の楽器でも1948年12月18日から20日にウィーン・フィルハーモニー管弦楽団の定期演奏会でハンス・カメシュ（Hans Kamesch)が最初に演奏している（指揮はヴィルヘルム・フルトヴェングラー）。
日本では戦後の混乱期から曲の紹介が遅れ、ピアノ伴奏では頻繁に演奏されたものの、オーケストラ伴奏の完全な形での演奏は1962年に読売日本交響楽団第3回定期演奏会で、オットー・ヴィンターの独奏、近衛秀麿の指揮によるものが最初であった。ヴィンターは読響設立時の人員不足のため、ヘルムート・ヴィンシャーマンの推薦により初期の首席として加わっていた。帰国後にバンベルク交響楽団に迎えられている。
1948年にブージー&ホークス社から楽譜が出版された際、シュトラウスは全曲の終結部分を少し長めに書き足し、現在はその改訂版で演奏されることが一般的である。なお、2013年現在で入手可能な録音のうち、SPレコードから復刻のレオン・グーセンスによるものと、デ・ランシーが晩年（オーケストラ引退後、更にカーティス音楽院長も退いた後）に録音したものだけが、オリジナルの短い終結部を使っている。その後、2016年録音、2019年発売のアルブレヒト・マイヤー（バンベルク交響楽団と共演）も短いバージョンとなっており、2020年代に至って、こちらを採用する演奏家も散見されつつある。

## 楽器編成
独奏オーボエ、フルート2、コーラングレ、クラリネット2、ファゴット2、ホルン2、弦五部

## 構成
3楽章からなるが、全曲は続けて演奏される。また4楽章とされることもある。演奏時間は約23分。
- 第1楽章 アレグロ・モデラート　ニ長調　4分の4拍子

- 第2楽章 アンダンテ　変ロ長調　4分の3拍子

- 第3楽章 ヴィヴァーチェ-アレグロ　ニ長調　4分の2拍子

この当時シュトラウスは、モーツァルトを勉強し直していたと言われ、その影響からか古典的で瑞々しい作風の協奏曲となっている。
近年の研究によれば、シュトラウスは戦時中の困難な時期にチェロ協奏曲を構想しており（実現しなかった）、その際にスケッチされた「平和のテーマ」の痕跡が、後のオーボエ協奏曲第2楽章の中間部その他に投影されているとされる。詳細は Dr. Dan Schwartz "Hidden Narrative in Strauss' Oboe Concerto: Critical Context and the Plot it illuminates"  ("The Double Reed" Vol.34 No.3 2011, International Double Reed Society, ISSN 0741-7659, pp.113-125) などに詳しい。